# 臍孔寬帶瓷螺
臍孔寬帶瓷螺（学名：Niso regia）为瓷螺科臍瓷螺屬下的一个种。